# 14724 SNO
أس أن أو (ويعرف أيضًا باسم 14724 أس أن أو وفق تسمية الكوكب الصغير) (بالإنجليزية: SNO)‏ هو كويكب ضمن حزام الكويكبات؛ وترتيبه 14724 من حيث الاكتشاف.
اكتُشف هذا الجُرم الفلكي بواسطة سبيس واتش في 10 فبراير 2000، وأُطلق عليه هذا الاسم نسبةً إلى مرصد سودبوري للنيوترينو.

## وصلات خارجية
- 14724 SNO في قاعدة بيانات مختبر الدفع النفاث لأجرام النظام الشمسي الصغيرة

- الاكتشاف · مخطط المدار ·  العناصر المدارية · المعلمات المادية

- 14724 SNO على موقع ويكي سكاي: DSS2, SDSS, GALEX, IRAS, Hydrogen α, X-Ray, Astrophoto, Sky Map, Articles and images